# اسکار سرانو (بازیکن فوتبال)
اسکار سرانو (انگلیسی: Óscar Serrano؛ زادهٔ ۳۰ سپتامبر ۱۹۸۱) بازیکن فوتبال اهل اسپانیا است.
از باشگاه‌هایی که در آن بازی کرده‌است می‌توان به باشگاه فوتبال اسپانیول، باشگاه فوتبال راسینگ سانتاندر، باشگاه فوتبال دپورتیوو آلاوس، و باشگاه فوتبال لوانته اشاره کرد.
وی همچنین در تیم ملی فوتبال کاتالونیا بازی کرده‌است.